# Председник Владе Републике Белорусије
Премијер Републике Белорусије (блр. Прэм'ер-міністр Рэспублікі Беларусь, рус. Премьер-министр Республики Беларусь) је председавајући Савета министара Белорусије. Именује га председник Белорусије уз сагласност Представничког дома Народне скупштине.

## Списак премијера
- Вјачеслав Кебич (18.9.1991 — 21.7.1994)
- Михаил Чигир (21.7.1994 — 18.11.1996)
- Сергеј Линг (18.11.1996 — 18.2.2000) (в. д. до 19.2.1997)
- Владимир Јермошин (18.2.2000 — 1.10.2001) (в. д. до 14.3.2000)
- Генадиј Новицки (1.10.2001 — 10.7.2003) (в. д. до 10.10.2001)
- Сергеј Сидорски (10.7.2003 — 27.12.2010) (в. д. до 19.12.2003)
- Михаил Мјасникович (28.12.2010 — 27.12.2014)
- Андреј Кобјаков (27.12.2014-18.8.2018)
- Сергеј Румас (18.8.2018-3.6.2020)
- Роман Головченко (3.6.2020-)